# Croix hosannière de Moncontour
La croix hosannière de Moncontour est une croix de cimetière située à Moncontour, en France.

## Localisation
La croix est située dans le département français de la Vienne, sur la commune de Moncontour, dans le cimetière de Saint-Chartres.

## Historique
La croix est inscrite au titre des monuments historiques le 8 octobre 1986.